# Hans Alders
Johannes Gerardus Maria (Hans) Alders (Nijmegen, 17 december 1952) is een voormalig Nederlands politicus voor de Partij van de Arbeid en bestuurder. Daarnaast is hij voorzitter van de Alderstafels voor de vliegvelden Schiphol, Eindhoven en Lelystad, president-commissaris van ProRail. Alders was eerder minister van Volkshuisvesting, Ruimtelijke Ordening en Milieu (1989-1994) en commissaris van de Koningin (1996-2007) in de provincie Groningen. Hans Alders was vanaf 1 juni 2015 Nationaal Coördinator Groningen. Op 30 mei 2018 maakte hij bekend op te stappen.

## Carrière
Alders was PvdA-Tweede Kamerlid, minister en bestuurder. Hij heeft geen enkele middelbareschoolopleiding afgemaakt en ontwikkelde zich via zelfstudie. Hij was in de Tweede Kamer spoedig een vooraanstaand lid van de PvdA-fractie. Hij was woordvoerder voor onder meer ambtenarenzaken en later secretaris van de PvdA-fractie en vertrouweling van Wim Kok. Alders kwam als minister van Volkshuisvesting, Ruimtelijke Ordening en Milieu in het kabinet-Lubbers III met nota's over de ruimtelijke ordening (Vinex) en het milieubeleid (NMP-plus). Hij stapte na zijn ministerschap over naar een internationale functie.
Alders was van 1996 tot 2007 commissaris van de Koningin in de provincie Groningen. Op 1 september 2007 werd hij opgevolgd door Max van den Berg.
Na zijn periode als politicus vervulde hij een groot aantal functies. Op 1 oktober 2007 werd Alders bestuursvoorzitter van EnergieNED. Hij is ook voorzitter van de Raad van Toezicht van het Universitair Medisch Centrum Groningen.
Alders kwam in opspraak door zijn vele goedbetaalde nevenfuncties. In 2005 kwam Alders na onderzoek van een landelijk weekblad in het nieuws, omdat hij van alle commissarissen van de Koningin de hoogste inkomsten uit nevenfuncties had. Hij incasseerde bij het Pensioenfonds Gezondheid, Geestelijke en Maatschappelijke Belangen (PGGM) 48.000 euro en bij Gasunie ruim 17.000 euro per jaar. Alders slaagde erin – voor zover bekend als enige – om zijn inkomen als voormalig commissaris van de Koningin bijna te verdubbelen met neveninkomsten. Commissarissen verdienden een ministerssalaris: 122.000 euro per jaar. Alders verdiende jaarlijks minstens 212.689 euro. Waarbij aangetekend moet worden dat Alders’ inkomsten uit drie van zijn acht betaalde nevenfuncties niet konden worden achterhaald.
In 2008 werd Hans Alders voorzitter van de Alderstafel, waaruit een advies volgde over de geluidshinder van Luchthaven Schiphol. Dit overleg onder zijn voorzitterschap leidde er eveneens toe dat het aantal vluchten van en naar Schiphol sterk toenam. Sinds 2008, 446.629 (Jaarverslag Schiphol 2009) vliegbewegingen tot 2018 tegen 500.000. Van oktober 2008 tot oktober 2011 was Alders voorzitter van de Taskforce Biodiversiteit en Natuurlijke Hulpbronnen. Deze taskforce was bedoeld om het kabinet suggesties te doen voor het behoud en duurzaam gebruik van biodiversiteit op de langere termijn. Op 27 juni 2014 werd Alders per 1 juli dat jaar benoemd tot president-commissaris van Prorail.
In 2014 had Alders ruim 20 banen. Hij werd dat jaar tevens benoemd tot president-commissaris van ProRail.
Op 1 mei 2015 werd bekend dat Alders per 1 juni de Nationaal Coördinator Groningen zou worden. Alders kreeg hiermee de leiding over een nieuw te vormen Rijksdienst van ruim 100 ambtenaren van Rijk, provincie en gemeenten. Deze Rijksdienst moet de afhandeling van aardbevingsschade en het versterken van panden in het aardbevingsgebied in Groningen (als gevolg van gaswinning in het Aardgasveld van Slochteren) beter gaan regelen.
Als president-commissaris van ProRail besloot hij in september 2015 om twee interne documenten over de financiële situatie van Prorail, die de Tweede Kamer had opgevraagd, niet te verstrekken. Uiteindelijk lekten de documenten alsnog uit via dagblad De Telegraaf.

## Persoonlijk
Alders trouwde in 1972 en heeft een dochter. Zijn vrouw overleed in 2007 aan een ongeneeslijke ziekte, daags voordat hij afscheid zou nemen als commissaris van de Koningin.